# Landgericht Heidenheim
Das Landgericht Heidenheim war ein von 1808 bis 1879 bestehendes bayerisches Landgericht älterer Ordnung mit Sitz in Heidenheim im heutigen Landkreis Weißenburg-Gunzenhausen.
1808 wurde im Verlauf der Verwaltungsneugliederung Bayerns das Landgericht Heidenheim errichtet. Dieses kam zunächst zum Altmühlkreis, ab 1810 zum Oberdonaukreis und ab 1817 zum Rezatkreis, der 1838 in Mittelfranken umbenannt wurde.

## Lage
Das Landgericht Heidenheim grenzte im Norden an das Landgericht Gunzenhausen, im Nordwesten an das Landgericht Wassertrüdingen, im Osten an die Herrschaftsgerichte Ellingen und Pappenheim (später Landgericht Weißenburg), im Westen an das Stadt- und Herrschaftsgericht Oettingen (später Landgericht Nördlingen) und im Süden an die Landgerichte Wemding und Monheim.

## Struktur

### Steuerdistrikte
Das Landgericht wurde in 18 Steuerdistrikte aufgeteilt, die vom Rentamt Heidenheim verwaltet wurden, außer Steinhard, das vom Rentamt Oettingen verwaltet wurde:
- Auernheim mit Freihardt, Hagenhof, Rudels- od. Untermühle, Sägmühle, Wieshof, Windischhausen und Ziegelhütte;
- Berolzheim mit Großholz;
- Degersheim mit Fuchsmühle, Rohrach und Schlittenhart;
- Dittenheim mit Ehlheim;
- Döckingen mit Kohnhof;
- Gnotzheim mit Rangmühle, Simonsmühle, Spielberg und Weilerau;
- Hechlingen mit Balsenmühle, Hasenmühle, Scheckenmühle und Stahlmühle;
- Heidenheim mit Eggenthal, Gärtnershof, Kirschenmühle, Kohlhof, Krämershof, Krottenmühle, Mariabrunn und Obelshof;
- Hüssingen mit Hohentrüdingen und Kreuthof;
- Meinheim mit Bühlhüttenmühle od. Blosenmühle, Kastenmühle, Kurzenaltheim, Ludlesmühle od. Untermühle, Oberweiler, Papiermühle, Sägmühle und Wolfsbronn;
- Polsingen mit Kronhof;
- Sammenheim mit Buckmühle;
- Steinhart mit Hasenmühle, Heuhof, Pfeifhof, Unterappenberg, Wachfeld, Wornfeld und Zirndorf;
- Treuchtlingen mit Mattenmühle, Dickmühle, Eulenhof, Gstadt, Heunischhof, Kästleinsmühle, Lohmühle od. Weiherhaus, Möhrenberg, Oberheumödern, Sägmühle, Schmarrmühle, Schürmühle, Unterheumödern und Ziegelhaus;
- Ursheim mit Bergershof, Oberappenberg, Trendel und Wiesmühle;
- Westheim mit Ostheim, Pagenhard und Roßmeiersdorf;
- Wettelsheim mit Dornmühle, Falbenthal, Ziegelmühle und Zollmühle;
- Windsfeld.
- Hefenhof zu Hainsfarth.

1818 gab es im Landgericht Gunzenhausen 13478 Einwohner, die sich auf 3332 Familien verteilten und in 2452 Anwesen wohnten.

### Ruralgemeinden
1820 gab es 1 Munizipal- und 22 Ruralgemeinden:
- Auernheim mit Freihardt, Hagenhof, Schlittenhart und Wieshof;
- Berolzheim mit Großholz;
- Degersheim mit Fuchsmühle und Rohrach;
- Dittenheim mit Ehlheim;
- Döckingen mit Kohnhof;
- Gnotzheim mit Rangmühle, Simonsmühle, Spielberg und Weilerau;
- Hechlingen mit  Hasenmühle und Stahlmühle;
- Heidenheim mit Balsenmühle, Eggenthal, Gärtnershof, Kirschenmühle, Kohlhof, Krämershof, Krottenmühle, Mariabrunn und Obelshof und Scheckenmühle;
- Hohentrüdingen;
- Hüssingen mit Kreuthof;
- Kurzenaltheim;
- Meinheim mit Kastenmühle, Obere Blosenmühle, Oberweiler, Papiermühle, Sägmühle, Untere Blosenmühle und Wolfsbronn;
- Ostheim;
- Polsingen mit Kronhof;
- Sammenheim mit Buckmühle;
- Steinhart mit Hasenmühle;
- Trendel;
- Treuchtlingen mit Mattenmühle, Dickmühle, Eulenhof,  Heunischhof, Kästleinsmühle, Lohmühle od. Weiherhaus, Möhrenberg, Oberheumödern, Sägmühle, Schmarrmühle, Schürmühle, Unterheumödern und Ziegelhaus;
- Ursheim mit Bergershof, Oberappenberg und Wiesmühle;
- Westheim mit Pagenhard und Roßmeiersdorf;
- Wettelsheim mit Dornmühle, Gstadt, Falbenthal, Ziegelmühle und Zollmühle;
- Windischhausen und Rudels- od. Untermühle, Sägmühle, Ziegelhütte
- Windsfeld.

In der Folgezeit wurden die Ruralgemeinden Spielberg und Wolfsbronn gebildet.
1840 hatte das Landgericht Heidenheim eine Fläche von 4 Quadratmeilen (≈224 km²) und 14757 Einwohner, darunter 12717 Protestanten, 1218 Katholiken und 822 Juden. Es gab 98 Ortschaften (4 Märkte, 18 Pfarrdörfer, 2 Kirchdörfer, 5 Dörfer, 9 Weiler und 60 Einöden) und 25 Gemeinden (4 Marktsgemeinden und 21 Landgemeinden).